# Monument à Sadi Carnot (Dijon)
Pour les articles homonymes, voir Carnot et Sadi Carnot.
Le monument à Sadi Carnot est un mémorial allégorique inauguré en 1899 à Dijon, en Côte-d'Or, en Bourgogne-Franche-Comté. Réalisé par les sculpteurs Mathurin Moreau et Paul Gasq sur les plans de l'architecte Félix Vionnois, il est dédié à la mémoire de Sadi Carnot (1837-1894), conseiller général, député de la Côte-d'Or, ministre, puis 5e président de la République française.

## Historique
Quelques semaines après l'assassinat de Sadi Carnot perpétré en juin 1894, le conseil municipal de Dijon décide d'ériger un monument au président, sur la place de la République dont l'aménagement a été terminé en 1888. Le monument est construit par souscription en 1898.

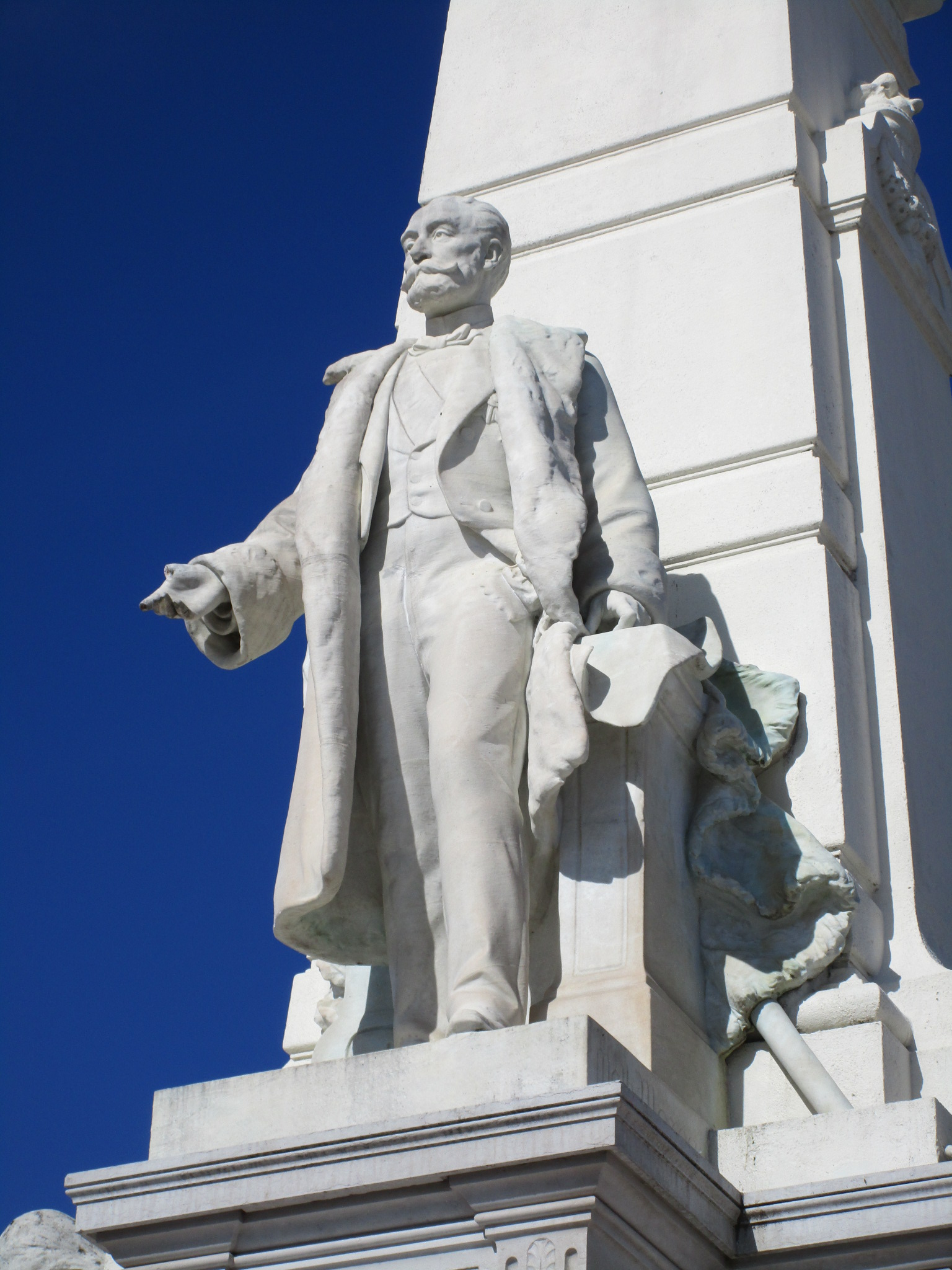
Sadi Carnot
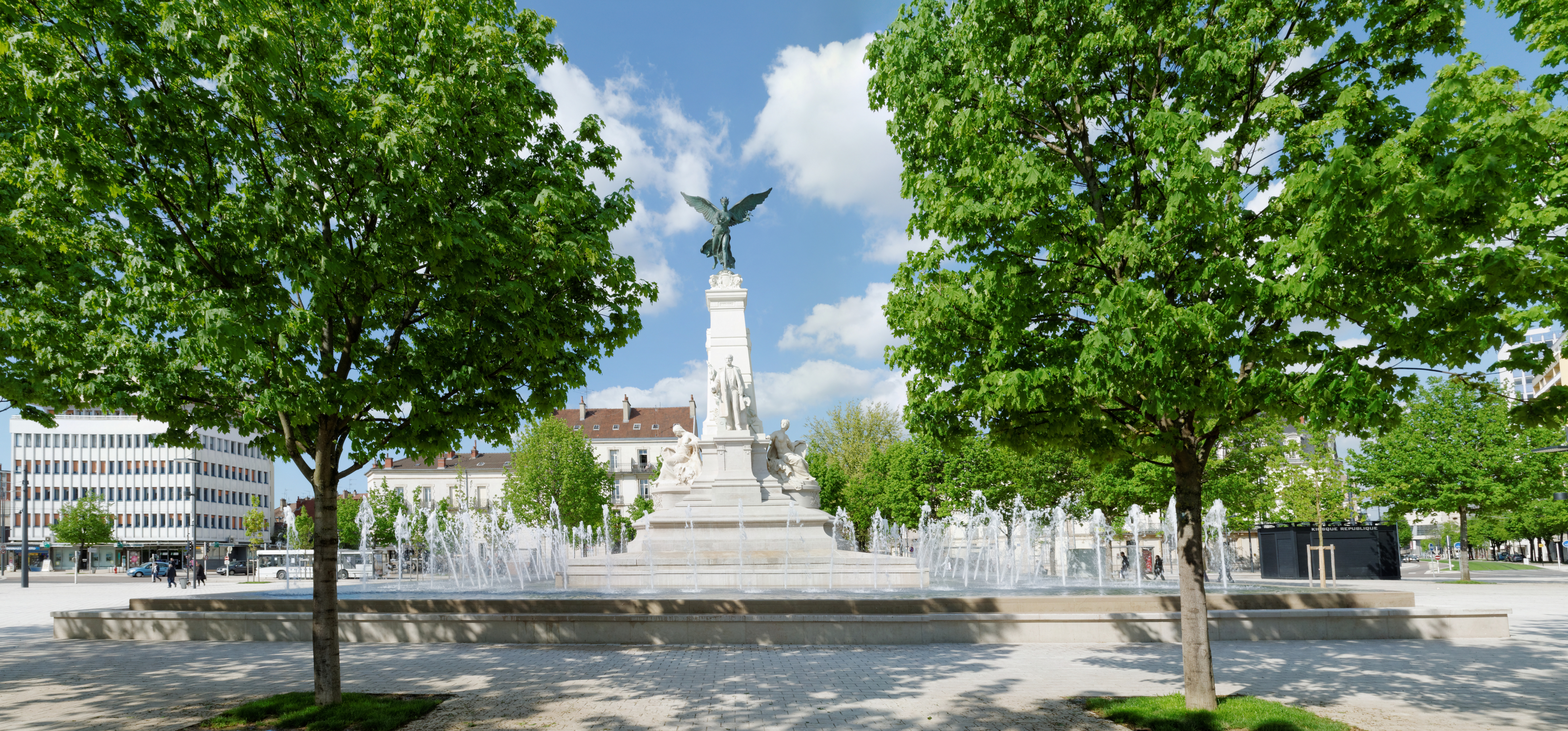
Place de la République à Dijon.
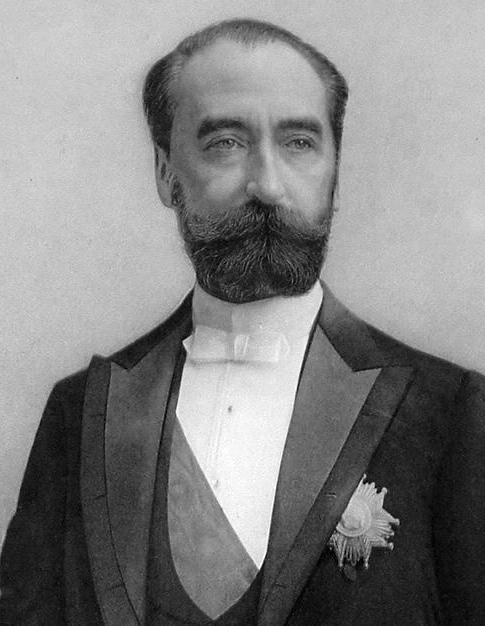
Sadi Carnot (1837-1894), portrait officiel par Pierre Petit.

Le monument est inauguré le 21 mai 1899 par le 8e président de la République française Émile Loubet, venu remettre la Légion d'honneur à la Ville de Dijon, en l'honneur de sa résistance héroïque le 30 octobre 1870, pendant la guerre de 1870.

Les figures allégoriques
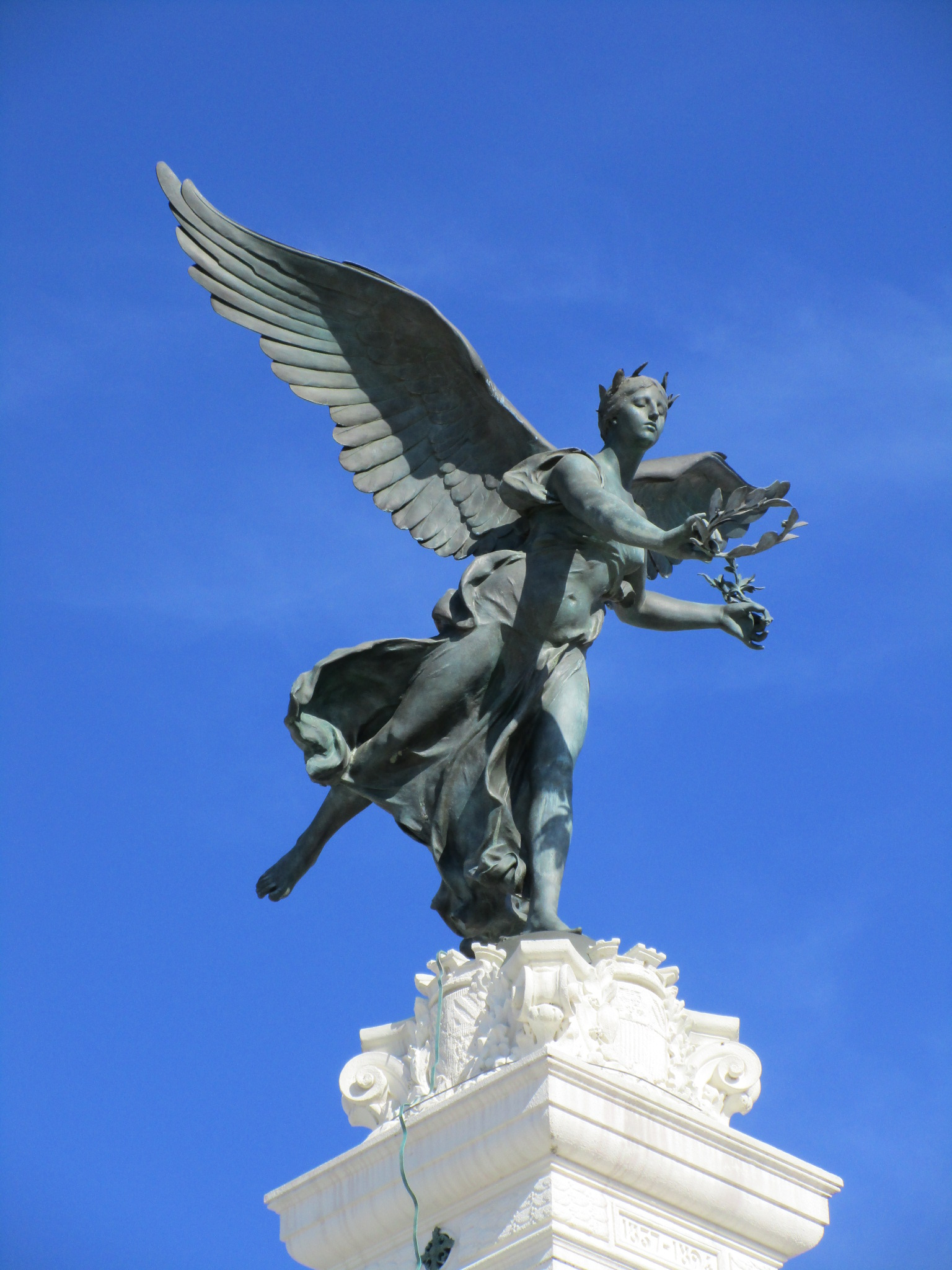
La Renommée
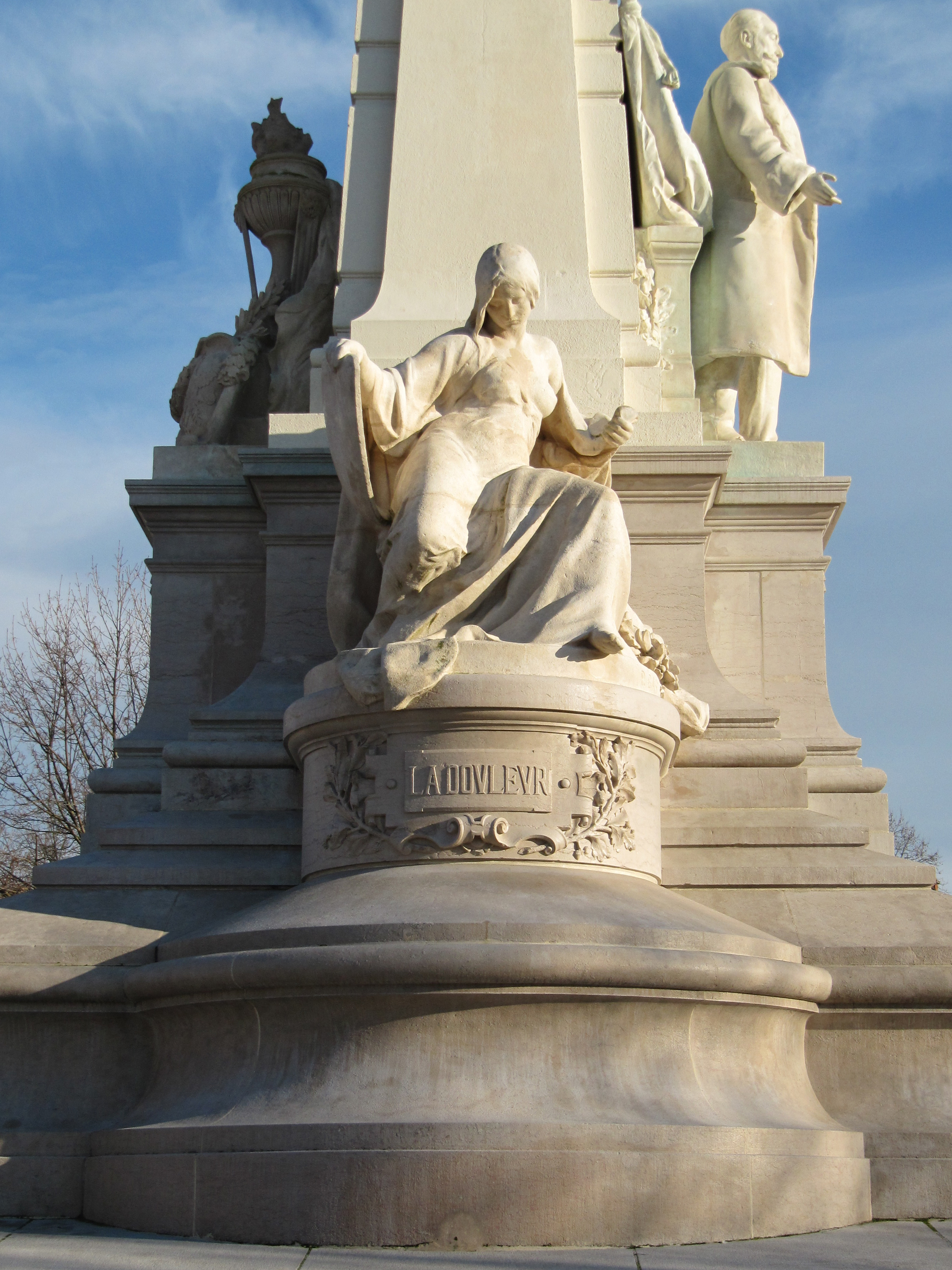
La Douleur
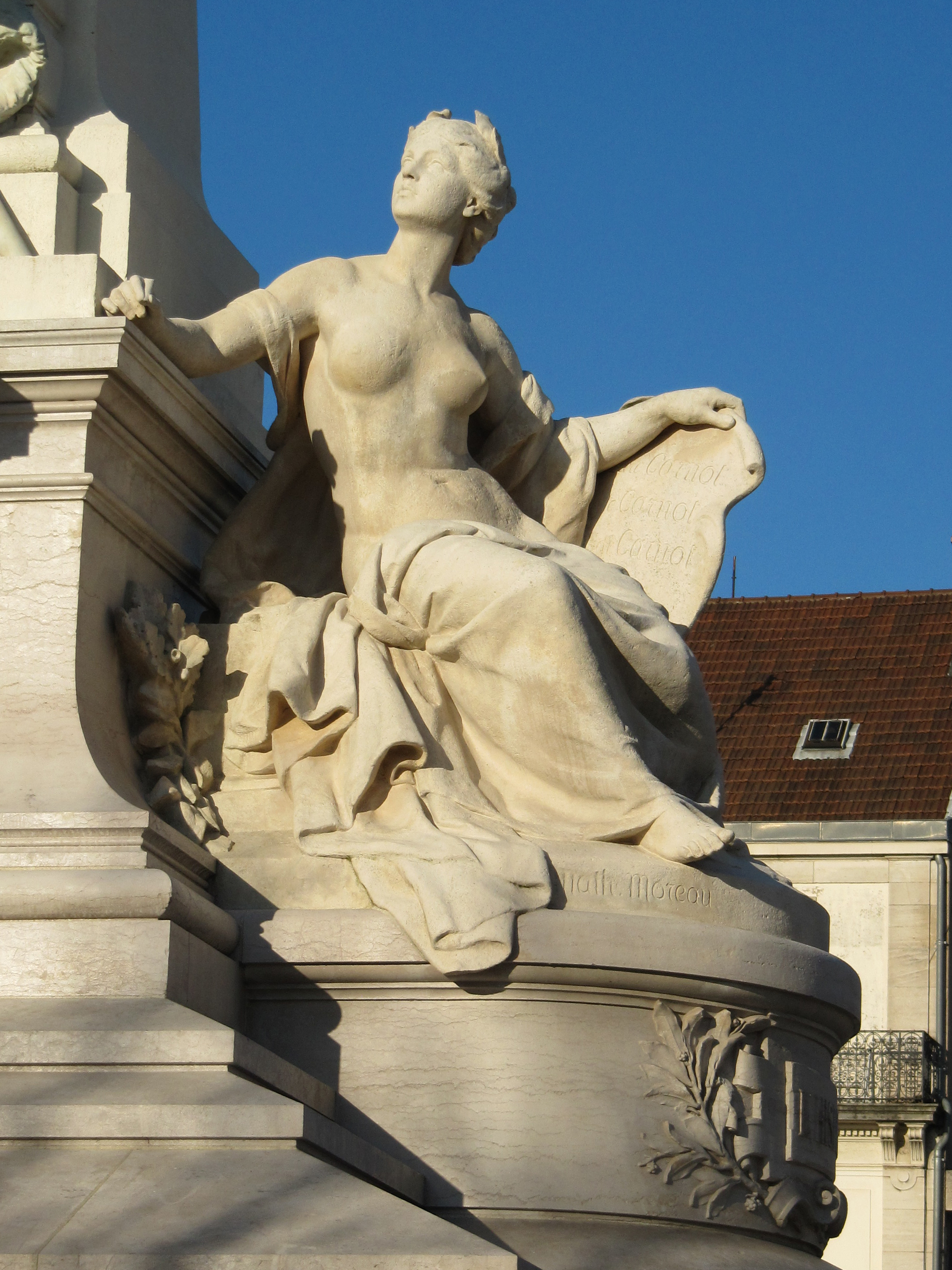
L'Histoire

Le président Sadi Carnot, fils de l'homme politique Hippolyte Carnot, issu de la famille Carnot de Nolay en Côte-d'Or, et élu le 3 décembre 1887, est mort poignardé le 24 juin 1894 par un anarchiste, à l'occasion de l'Exposition universelle, internationale et coloniale du parc de la Tête d'or à Lyon. Après des funérailles nationales de grande ampleur, en hommage au don héroïque de sa vie pour le régime républicain en France, il a été inhumé au Panthéon de Paris, aux côtés de son grand-père homme politique Lazare Carnot (1753-1823).
Le président avait des liens étroits avec la Côte-d'Or dont il avait été député et avec Dijon où sa fille Claire Carnot réside avec son mari Paul Cunisset-Carnot, magistrat et homme politique dijonnais influent. La veille de son assassinat à Lyon, le président s'était arrêté en gare de Dijon pour étreindre sa famille.

Vues du monument avec les fontaines mises en eau
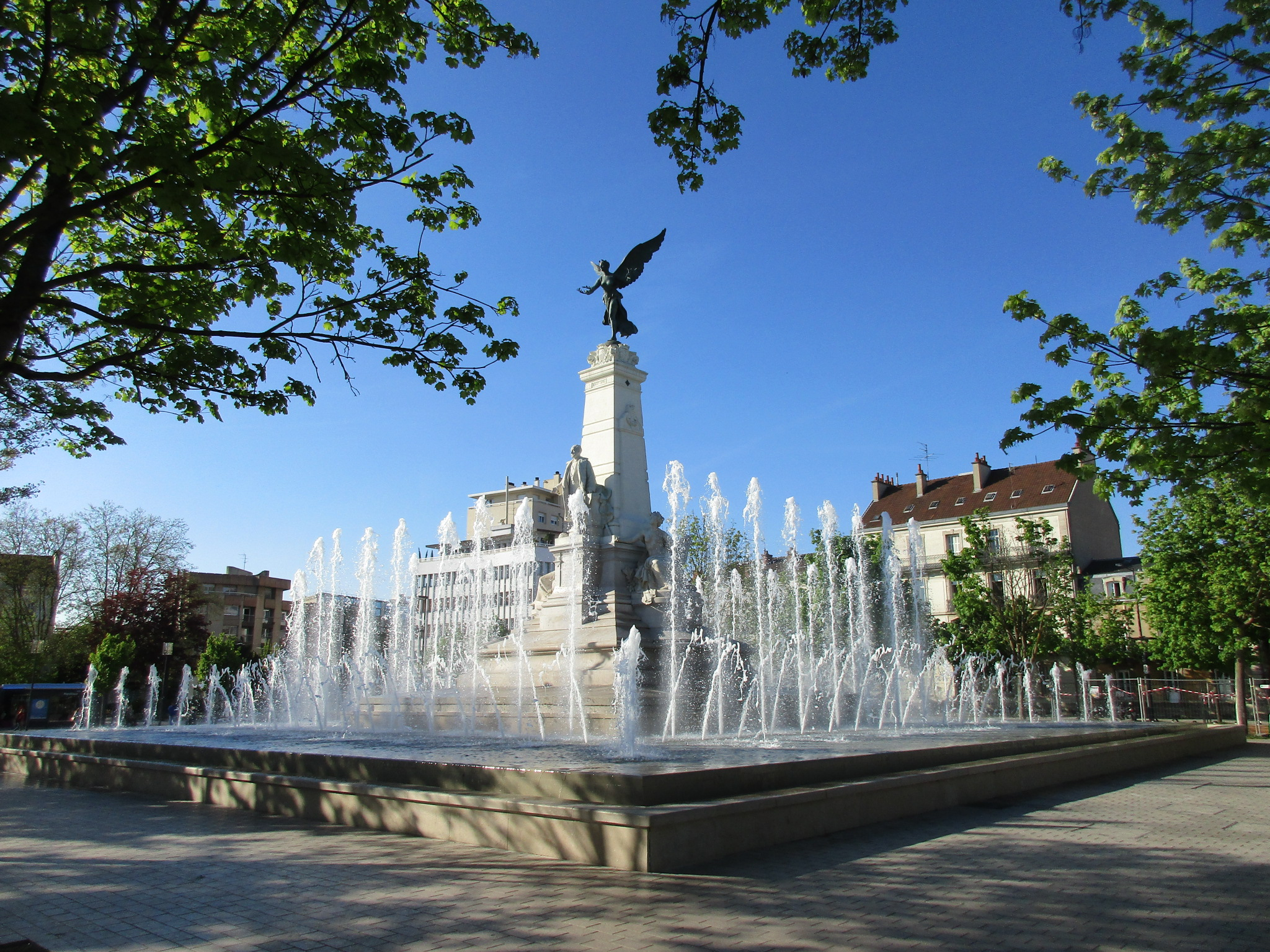
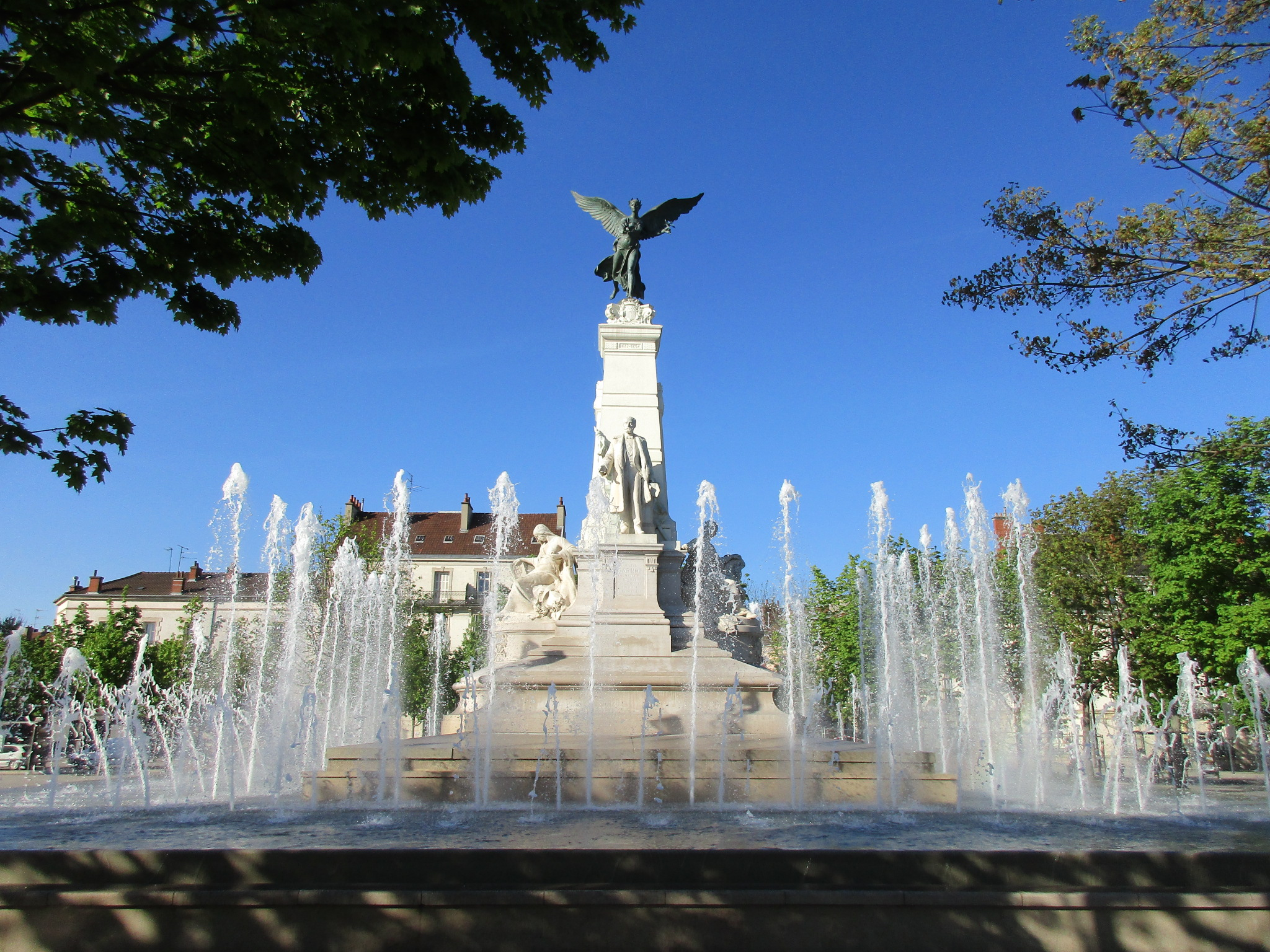
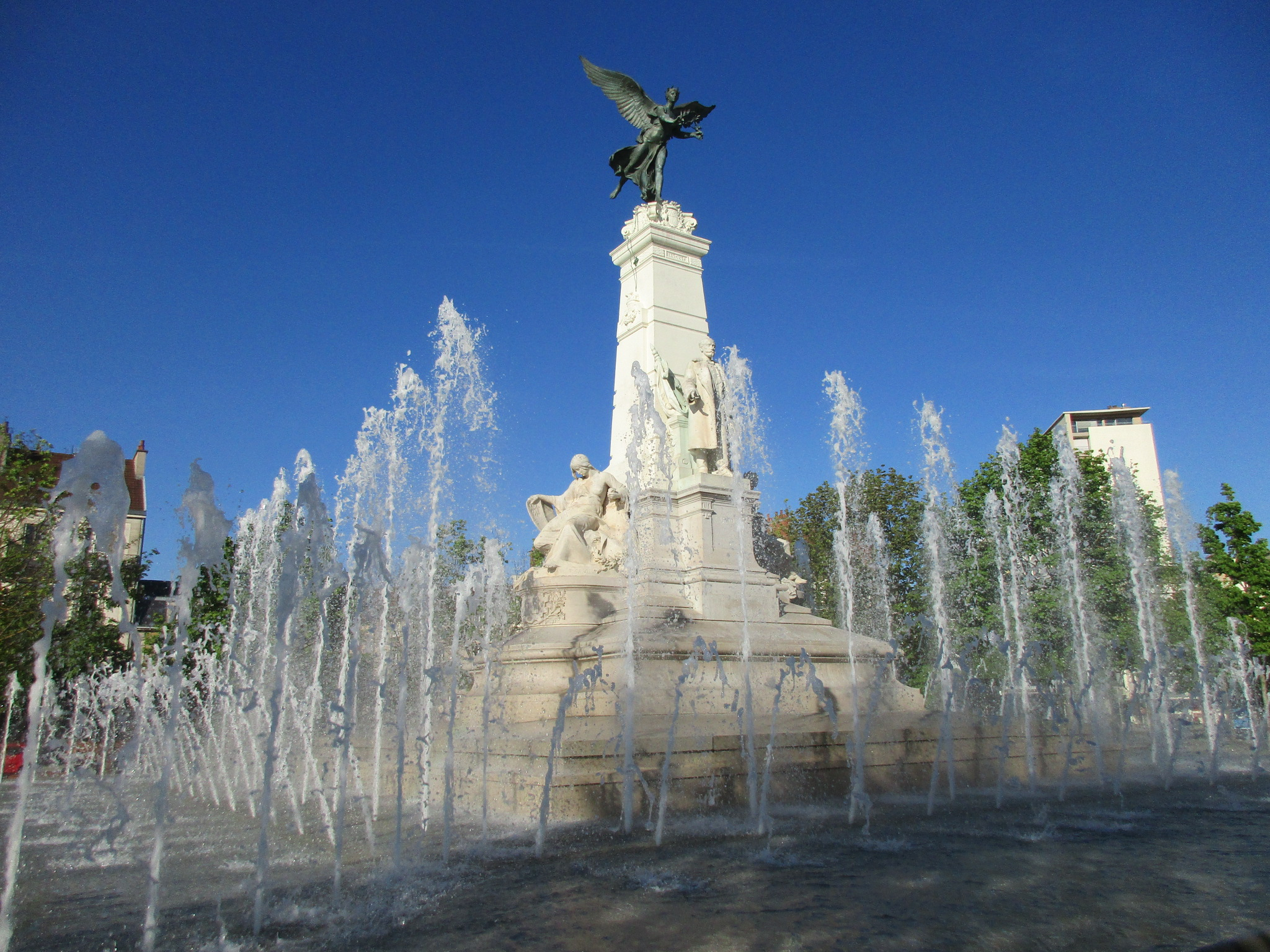

## Description
Le monument est composé d’un piédestal monumental dessiné par l'architecte Félix Vionnois, au sommet duquel une statue allégorique en bronze de La Renommée, sculptée par Paul Gasq, tient une couronne de laurier au-dessus de la tête de la statue en marbre de Sadi Carnot, représenté dans l'attitude de l'orateur. Réalisée par le sculpteur Mathurin Moreau, elle est entourée par deux autres statues allégoriques. Mathurin Moreau a figuré L’Histoire dans une femme assise, la poitrine découverte, qui inscrit le nom de Carnot sur une feuille. Paul Gasq a représenté La Douleur sous la forme d’une femme drapée, la tête recouverte d’un voile. Sur la face postérieure, contre le fût, se dresse l'autel de la Patrie, surmonté de flammes. 
En 2012, lors d'un réaménagement de la place de la République, un vaste bassin de fontaine à jets d'eau éclairés la nuit a été ajouté autour de la base du monument.

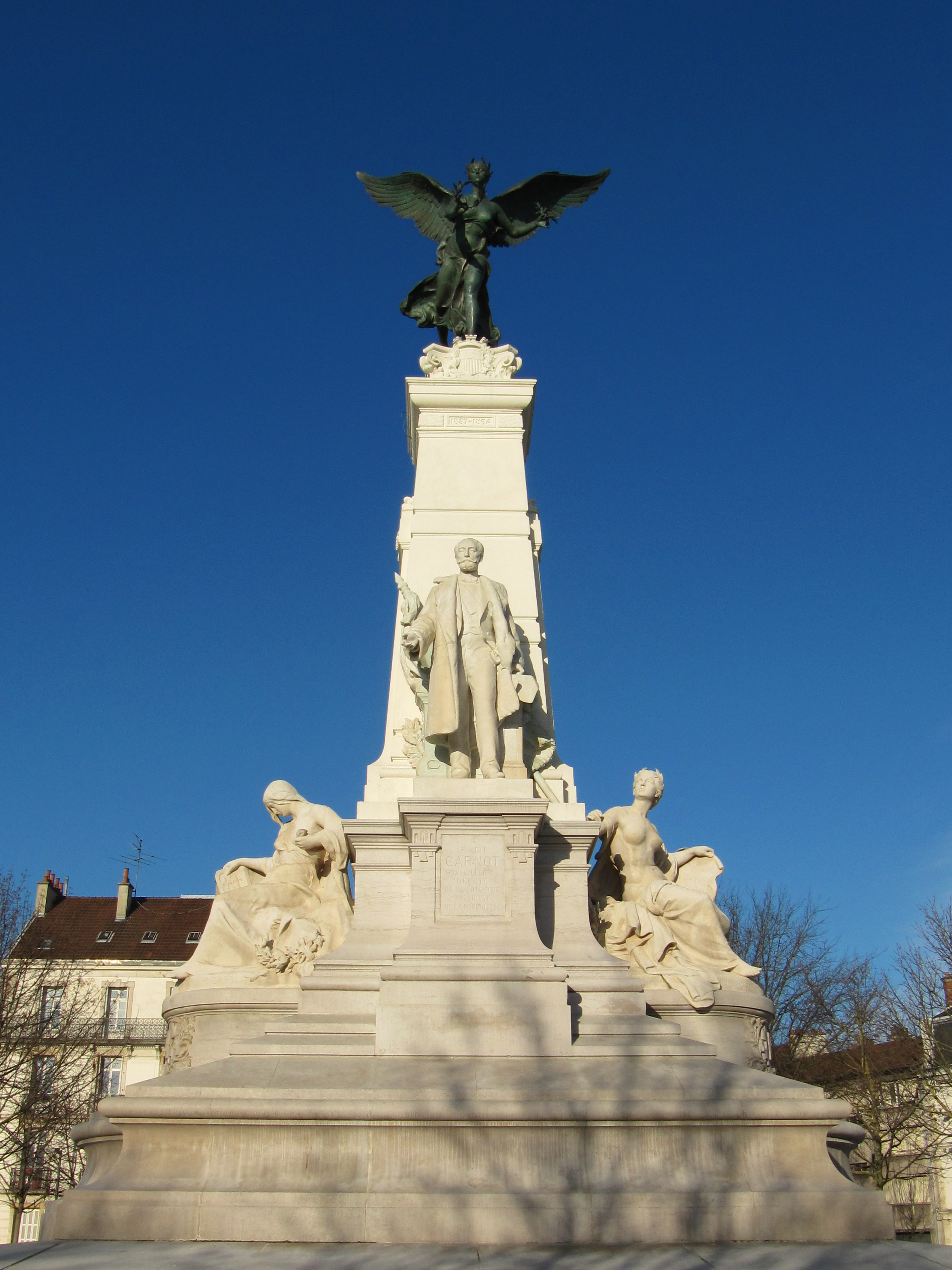
Vue de face.
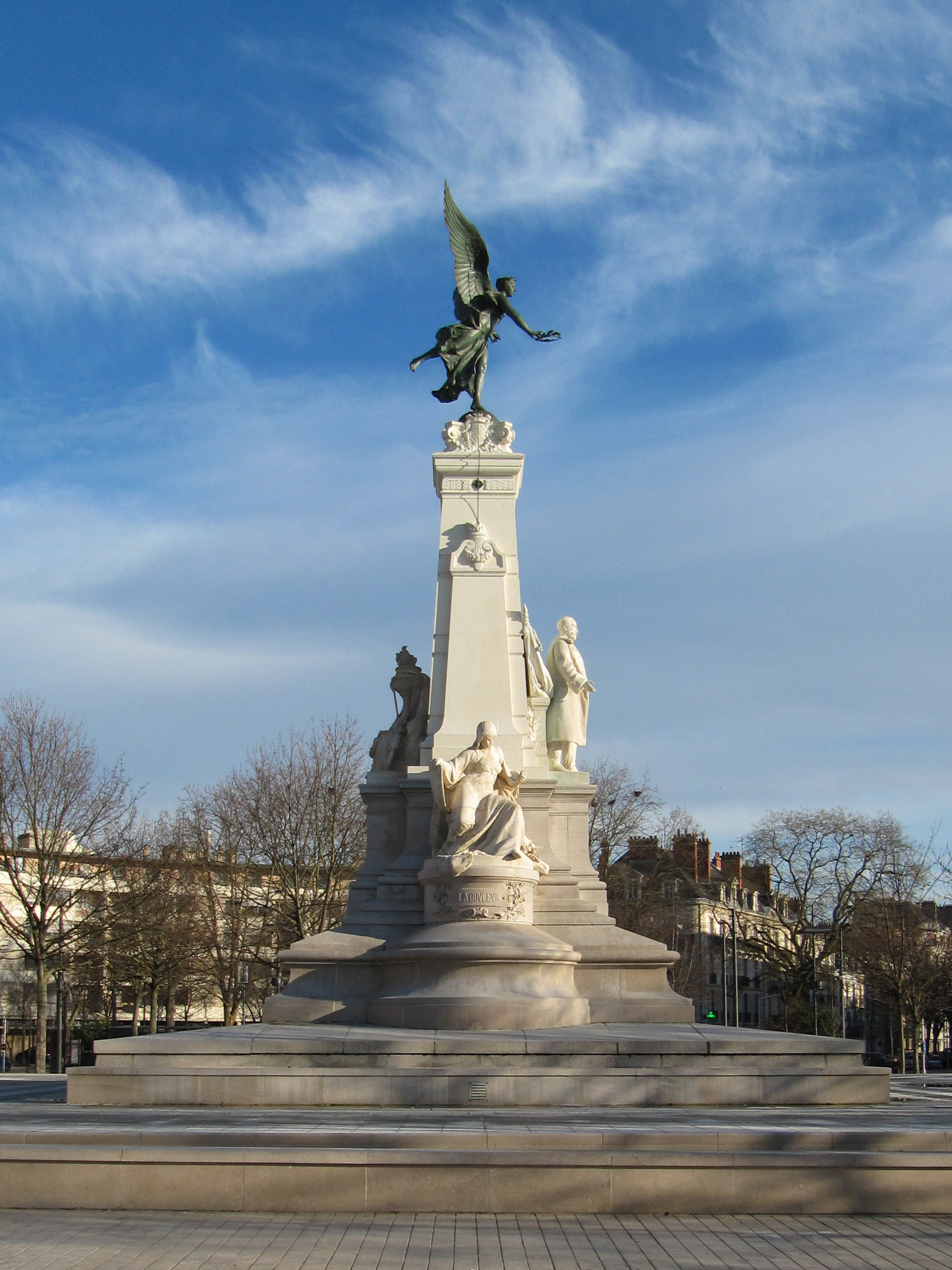
Vue à dextre.
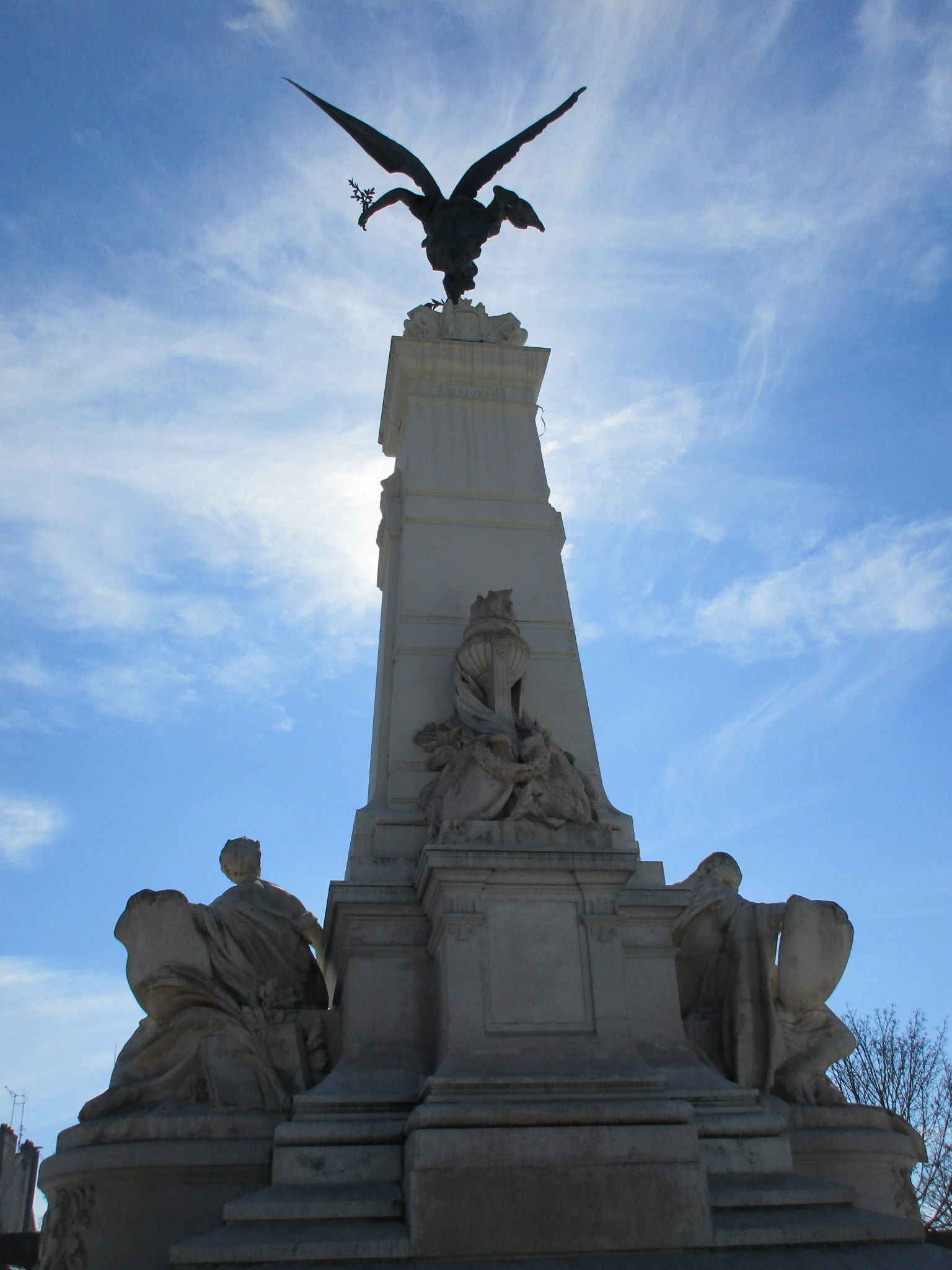
Vue arrière.
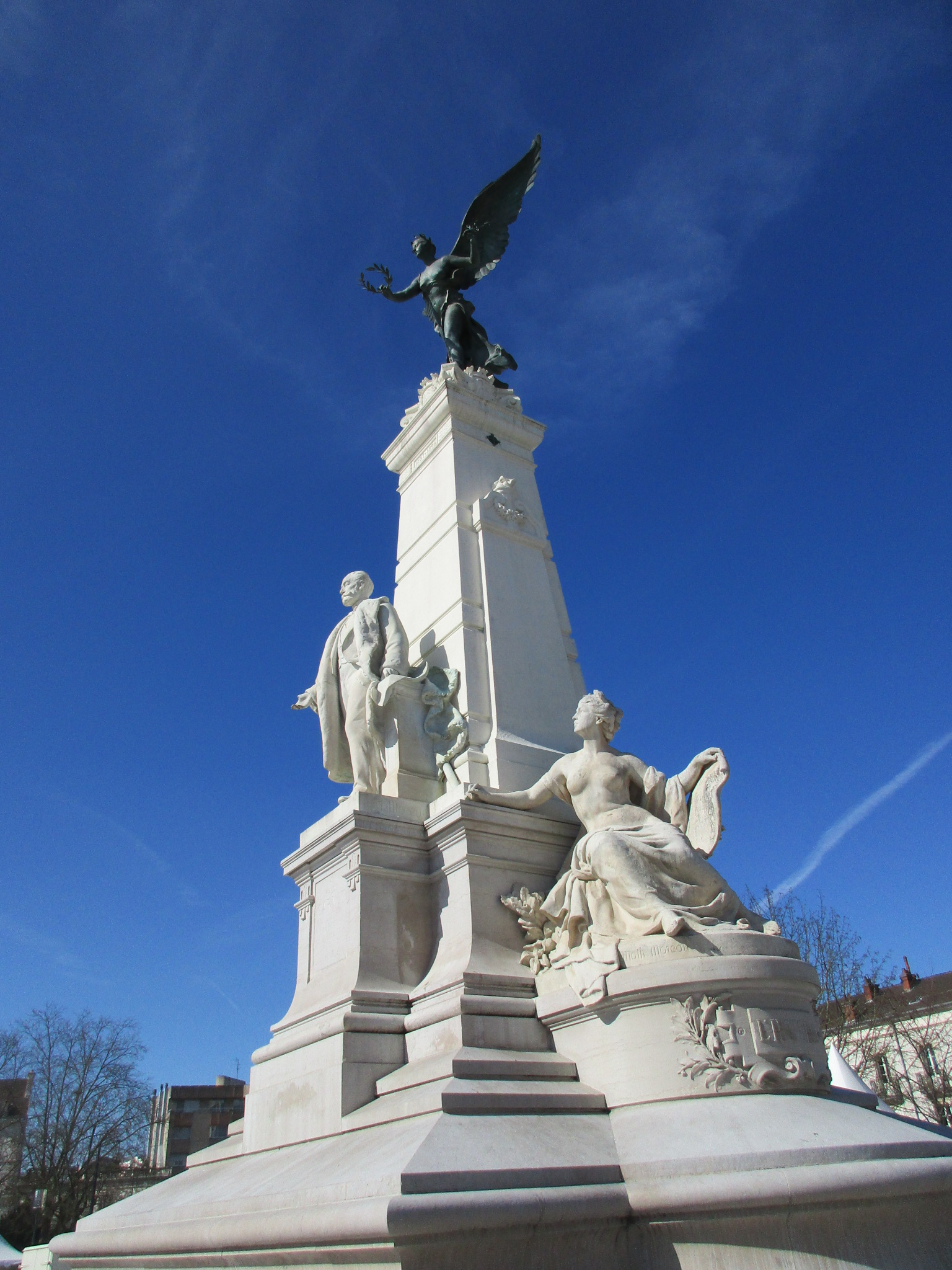
Vue à senestre.
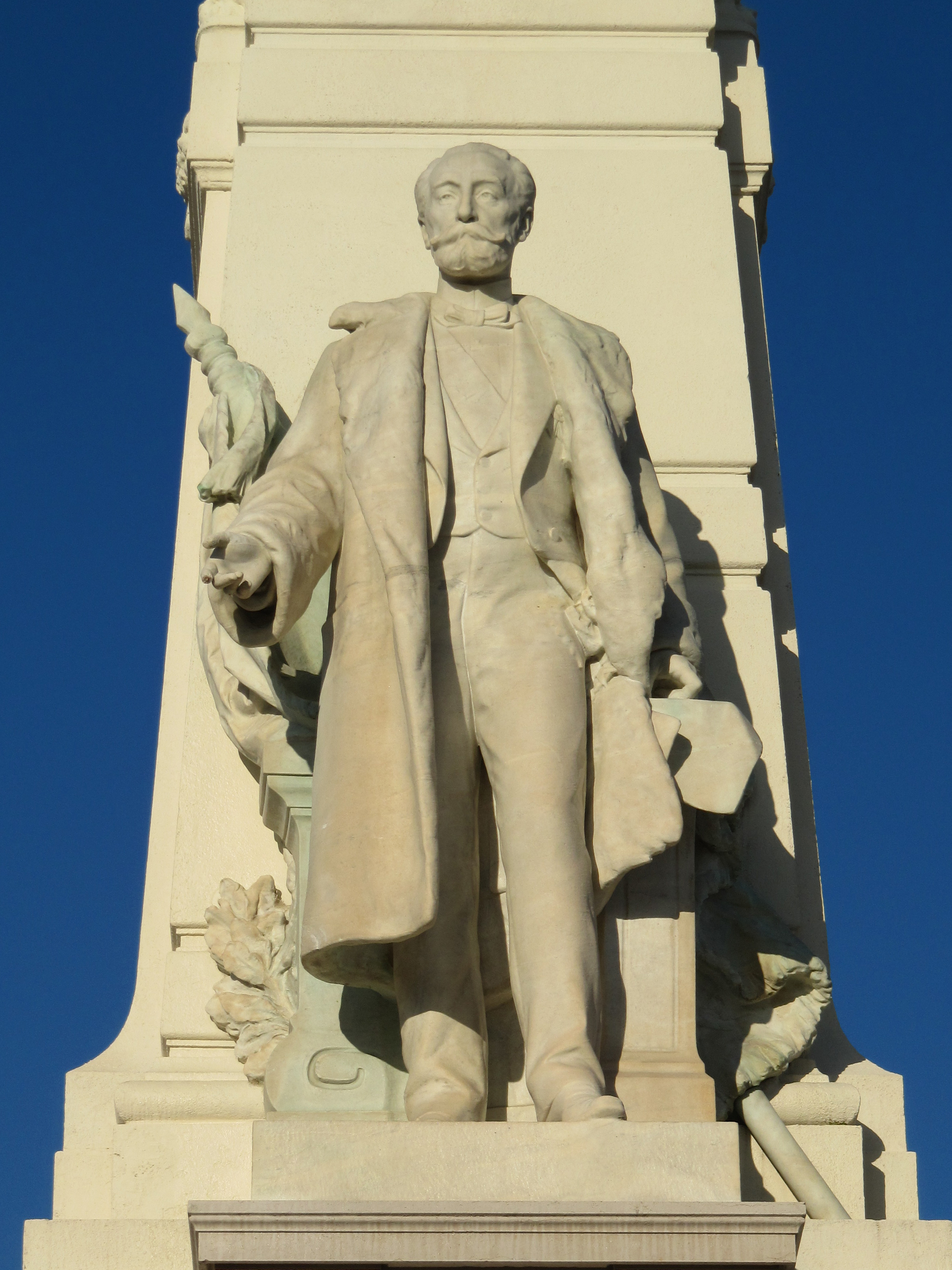
Sadi Carnot.

## Autres monuments dédiés à Sadi Carnot
Selon le musée d'Orsay, 23 monuments ou statues auraient été consacrés à Sadi Carnot en France, notamment à Angoulème, Lyon (disparu, le monument se trouvait sur la place de la République), Nolay (Côte-d'Or) (détruit après 1941), La Ferté-Alais, etc.